# Vindsikt

Ett galler som rör sig med fläkten effektiviserar spridningen av materialet. De lättaste materialet blåser bort.

En vindsikt är likt kastskoveln ett redskap som används för att skilja agnarna från säden i tröskad säd. Principen är att agnen, som väger mindre, siktas bort om de kastas upp i vinden. Det finns både traditionella, handhållna vindsiktar, liksom moderna maskiner som fungerar enligt samma princip. Viktiga mekaniserade varianter av vindsikten och kastskoveln utvecklades i Europa under den så kallade agrara revolutionen. 
En vindsikt kan också användas inom återvinningsindustri för att separera lätt från tungt. Används främst för att avskilja sten från städbark och inert ur avfall. 